# 吉田康平
吉田 康平（よしだ こうへい、1989年12月29日 - ）は、日本の元ラグビー選手。

## プロフィール
- 京都府出身。
- 現役時代のポジションはプロップ(PR)。
- 身長 184cm、体重 106kg
- U20日本代表に選ばれたことがある。

## 略歴
12歳でラグビーを始めた。
2008年、京都成章高校卒業後、帝京大学に入る。なお帝京大学では大学選手権3連覇に貢献した。
2012年、帝京大学卒業後、トヨタ自動車ヴェルブリッツ(現・トヨタヴェルブリッツ)に加入。なお帝京大学時代の同級生には伊藤拓巳、小山田岳、權正赫、辻井健太、滑川剛人、白隆尚、南橋直哉、森田佳寿らがいる。また同年9月1日に行われたジャパンラグビートップリーグ第1節のヤマハ発動機ジュビロ戦に先発出場で公式戦初出場を果たす。 
2013年、日本代表に初めて選出された。
2022年、現役を引退した。

## 受賞歴
- 2012-13トップリーグ新人賞[5]